# مصطبه

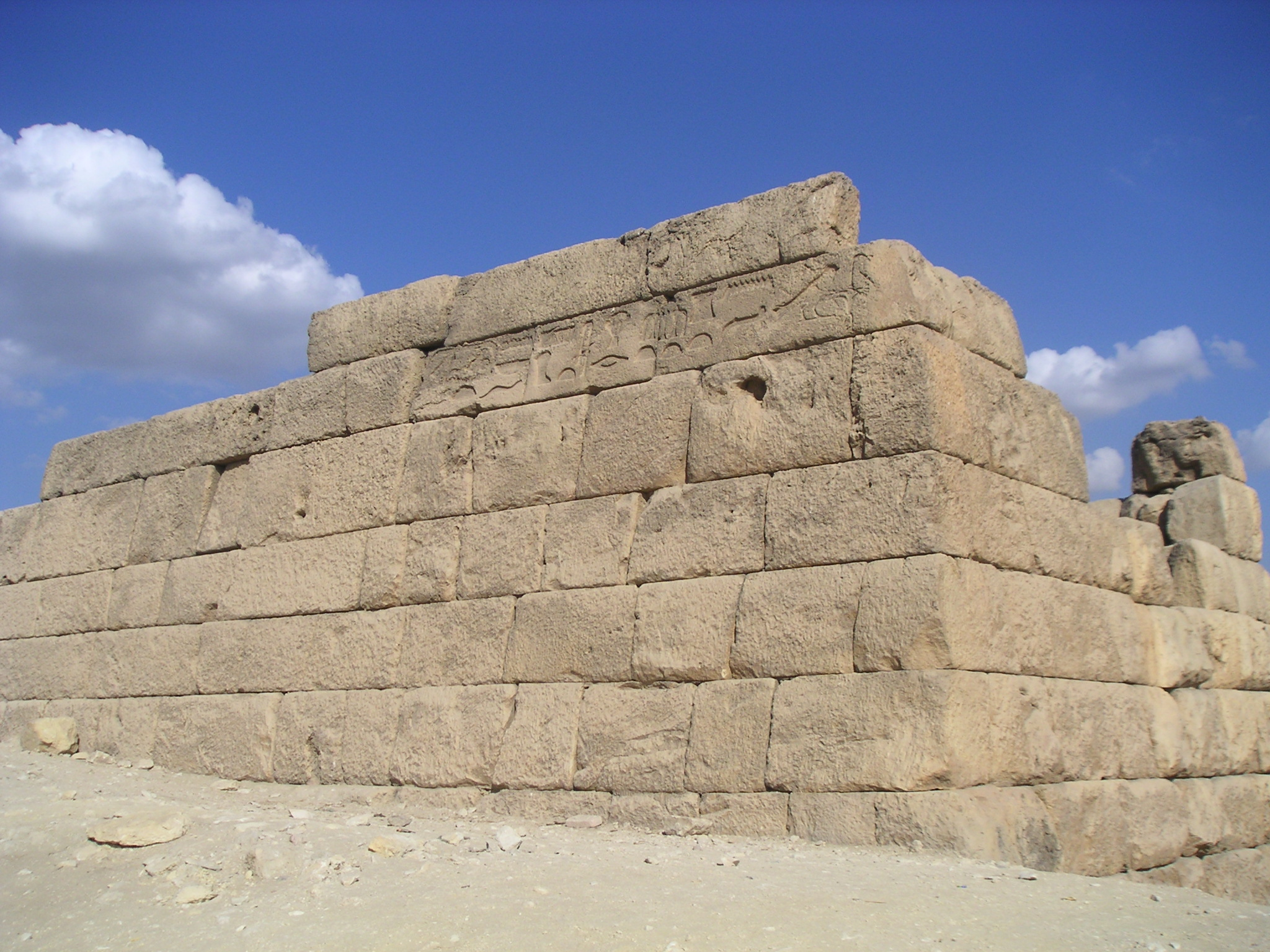
ویرانه‌های مصطبه‌ای در جیزه

مصطبه گونه‌ای آرامگاه در مصر باستان بوده‌است که به صورت ساختمانی با سقف صاف و دیوارهای شیب‌دار به سوی بیرون ساخته می‌شده. این سازه مکان به خاکسپاری تعداد زیادی از شخصیت‌های مهم در تاریخ کهن مصر بوده و از سنگ و آجرهای گلین ساخته می‌شده. واژه مصطبه در زبان عربی به معنای «سکو» است، چرا که این ساختمان‌ها از دور به شکل سکو یا تختی که پادشاهان بر آن می‌نشستند به نظر می‌رسیدند.

## ساختار

ساختار درونی و بیرونی یک مصطبه

درون یک مصطبه، حفره‌ای ژرف درون زمین با دیوارهای سنگی یا آجری کنده می‌شده. در بیرون ساختمان، دیوارها اغلب با آجرهای گلین خشک شده توسط تابش خورشید ساخته می‌شدند. این آجرها از گل به دست آمده از رود نیل ساخته می‌شدند. دیوارهای سنگی اغلب برای ساخت مصطبه‌های بزرگان و اشراف ثروتمند به کار می‌رفتند.
نمای بیرونی ساختمان مثلث‌گونه ساخته می‌شود و دیوارهای شیب‌دار به سقف صافی می‌رسند که طول آن نزدیک چهار برابر عرضش است. ارتفاع ساختمان نزدیک ۹ متر می‌شود. مصطبه‌ها در جهت شمال-جنوب بنا می‌شدند و درون بخش بالایی آن‌ها اتاقی صومعه‌وار وجود داشت تا کاهنان و خانوده فرد درگذشته بتوانند غذا و دیگر نیازهای روان مرده را درون آن بگذارند. اتاق پنهان دومی که «سرداب» خوانده می‌شود، تندیسی از مرده را در میان سنگ‌ها به منظور مراقبت از آن پنهان می‌کرد. در بالای این اتفاق دریچه‌های کوچکی وجود داشتند که نه برای دیدن تندیس از بالا بلکه برای رسیدن دود و بخار و صدای دعاهای خوانده شده برای تندیس ساخته شده بودند.